# 3 Pułk Artylerii Lekkiej (WP we Francji)
3 Pułk Artylerii Lekkiej (3 pal) – oddział artylerii lekkiej Wojska Polskiego we Francji.
Pułk był formowany od kwietnia 1940 roku w Saint-Malo-de-Beignon, w pobliżu Coëtquidan, w składzie 3 Dywizji Piechoty. 20 czerwca 1940 pułk został rozwiązany. Do Wielkiej Brytanii zostało ewakuowanych 73 oficerów oraz 333 podoficerów i kanonierów. Przez cały okres istnienia jednostka nie otrzymała dział polowych.

## Żołnierze pułku
Dowódcy pułku
- ppłk Karol Pasternak[1]
- płk Zygmunt Łakiński[3]